# 1573

## Събития
- Цар Иван IV Грозни премахва опричнината в Русия.

## Родени
- 10 януари – Симон Мариус, немски астроном
- 26 април – Мария Медичи, кралица на Франция
- 29 септември – Микеланджело да Караваджо, италиански художник

## Починали
- 17 септември – Хуана Австрийска, испанска инфанта